# Taboleiro Grande
Taboleiro Grande é um município brasileiro do estado do Rio Grande do Norte.

## História
Até o século XVIII, a região do atual município de Taboleiro Grande era habitada por indígenas, cuja economia era voltada à pecuária. Através de um documento, a "Data dos Marcos", foi concedida a primeira sesmaria ao sargento-mor Bento Fernandes de Lima, datada de 12 de agosto de 1733, originando uma grande propriedade rural.

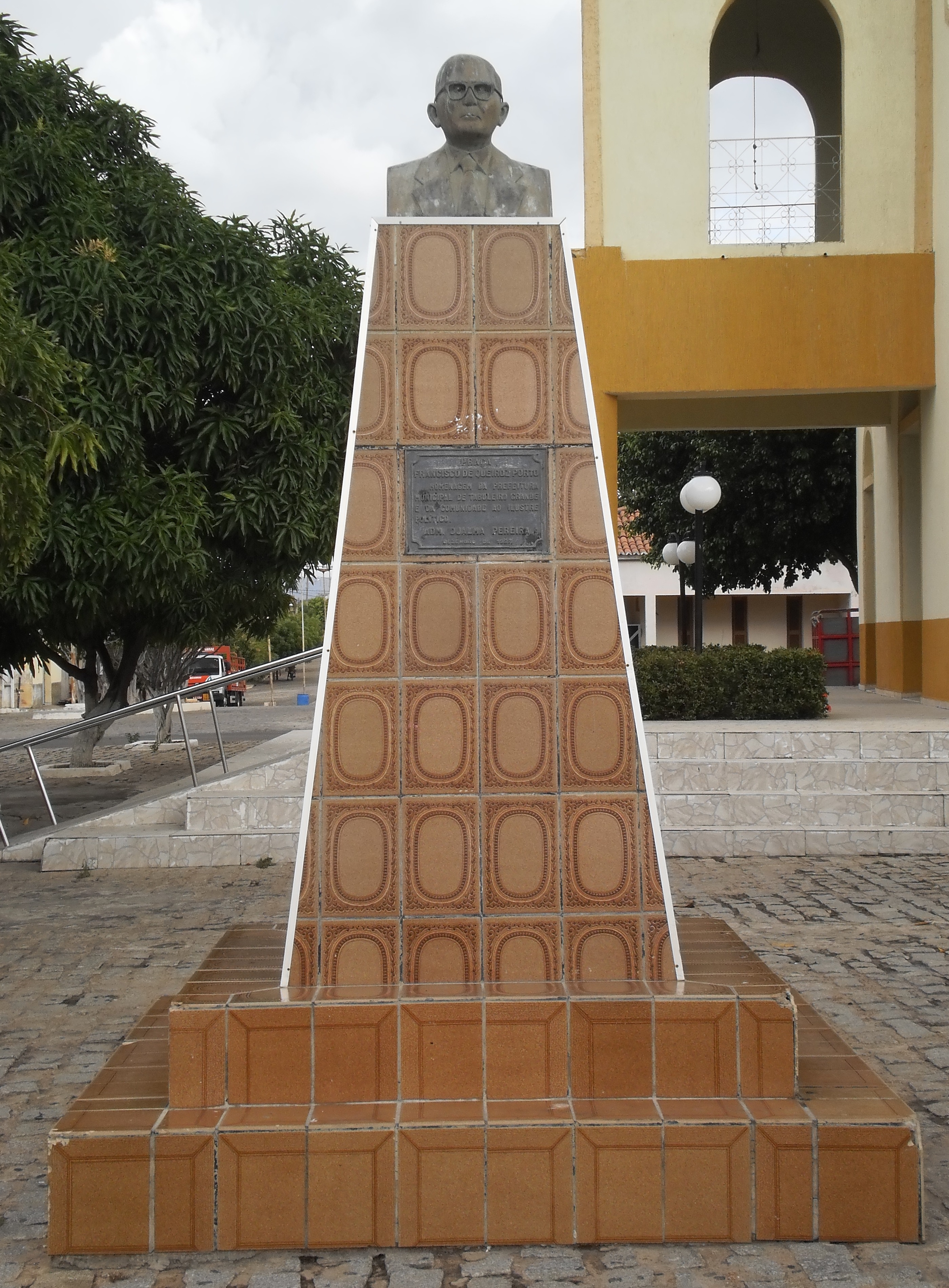
Busto de Francisco Queiroz Porto, primeiro prefeito eleito de Taboleiro Grande.

Mas a fundação da cidade é atribuída a Raimundo Pereira de Araújo, que no século XIX ergueu a primeira residência que daria origem ao povoado de Taboleiro Grande. O povoado começou a crescer, ainda que lentamente, até que, na década de 1920, começou a ser construída uma capela, dedicada a São Sebastião, que seria concluída em 1930. Posteriormente o povoado foi contemplado com a construção de um cemitério e de um mercado público.
Inicialmente subordinado a Portalegre, o povoado de Taboleiro Grande tornou-se um distrito de Rodolfo Fernandes, após este ser desmembrado e elevado à categoria de município através da lei estadual 2 763, de 10 de maio de 1962. Somente em 26 de dezembro de 1963, através da lei estadual 3 020, Taboleiro Grande desmembra-se de Rodolfo Fernandes e se torna um novo município do Rio Grande do Norte, tendo como primeiro prefeito Manoel Inácio de Freitas, nomeado interinamente pelo governador Aluízio Alves.
A instalação oficial do novo município se deu em 1° de janeiro de 1964. No dia 15 de novembro do mesmo ano, ocorreu a primeira eleição municipal, sendo Francisco Queiroz Porto eleito o primeiro prefeito constitucional.

## Geografia
De acordo com a divisão do Instituto Brasileiro de Geografia e Estatística (IBGE) vigente desde 2017, Taboleiro Grande está situado na região geográfica imediata de Pau dos Ferros, dentro da região geográfica intermediária de Mossoró. Até então, com a vigência das divisões em microrregiões e mesorregiões, o município fazia parte da microrregião de Pau dos Ferros, que por sua vez estava incluída na mesorregião do Oeste Potiguar. Ocupa uma área de 124,093 km² (0,235% do território estadual) e se limita a norte com Rodolfo Fernandes e Itaú, a sul Portalegre e Francisco Dantas, a leste Riacho da Cruz e Itaú e a oeste Rodolfo Fernandes, São Francisco do Oeste e Francisco Dantas. Taboleiro Grande está distante 369 quilômetros de Natal, capital estadual, e 2 076 quilômetros de Brasília, capital federal.
O relevo é constituído pela Depressão Sertaneja-São Francisco, que abrange terrenos baixos de transição entre a Chapada do Apodi e o Planalto da Borborema. Taboleiro Grande está situado em área de abrangência de rochas metamórficas que formam o embasamento cristalino, formadas durante o período Pré-Cambriano médio, com idade entre um bilhão e 2,5 bilhões de anos. Todo o território municipal está localizado na bacia hidrográfica do rio Apodi/Mossoró, sendo cortado por este rio e também pelos riachos Cipó e Estrela. O maior reservatório é o açude Cajá, com capacidade para represar 942 480 metros cúbicos (m³).
| Maiores acumulados de precipitação em 24 horas registrados em Taboleiro Grande por meses (EMPARN) | Maiores acumulados de precipitação em 24 horas registrados em Taboleiro Grande por meses (EMPARN) | Maiores acumulados de precipitação em 24 horas registrados em Taboleiro Grande por meses (EMPARN) | Maiores acumulados de precipitação em 24 horas registrados em Taboleiro Grande por meses (EMPARN) | Maiores acumulados de precipitação em 24 horas registrados em Taboleiro Grande por meses (EMPARN) | Maiores acumulados de precipitação em 24 horas registrados em Taboleiro Grande por meses (EMPARN) |
| Mês                                                                                               | Acumulado                                                                                         | Data                                                                                              | Mês                                                                                               | Acumulado                                                                                         | Data                                                                                              |
| ------------------------------------------------------------------------------------------------- | ------------------------------------------------------------------------------------------------- | ------------------------------------------------------------------------------------------------- | ------------------------------------------------------------------------------------------------- | ------------------------------------------------------------------------------------------------- | ------------------------------------------------------------------------------------------------- |
| Janeiro                                                                                           | 132,1 mm                                                                                          | 22/01/2004                                                                                        | Julho                                                                                             | 67,3 mm                                                                                           | 05/07/1989                                                                                        |
| Fevereiro                                                                                         | 134,7 mm                                                                                          | 09/02/1945                                                                                        | Agosto                                                                                            | 77,4 mm                                                                                           | 16/08/1972                                                                                        |
| Março                                                                                             | 171,6 mm                                                                                          | 28/03/2023                                                                                        | Setembro                                                                                          | 19,3 mm                                                                                           | 17/09/1974                                                                                        |
| Abril                                                                                             | 163 mm                                                                                            | 08/04/1967                                                                                        | Outubro                                                                                           | 42,3 mm                                                                                           | 15/10/1976                                                                                        |
| Maio                                                                                              | 163 mm                                                                                            | 06/05/2008                                                                                        | Novembro                                                                                          | 115 mm                                                                                            | 04/11/2013                                                                                        |
| Junho                                                                                             | 85,6 mm                                                                                           | 24/06/1988                                                                                        | Dezembro                                                                                          | 99 mm                                                                                             | 22/12/1943                                                                                        |
| Período: 1933-presente                                                                            |                                                                                                   |                                                                                                   |                                                                                                   |                                                                                                   |                                                                                                   |

Predominam os luvissolos ou solos bruno não cálcicos, pedregosos e típicos de áreas de relevo ondulado, com boa drenagem, médio a altamente fértil e com textura formada por areia ou argila. Há também, em porções menores, os latossolos vermelho amarelos, os litossolos e os solos podzólicos vermelho amarelos equivalente eutróficos. Esses solos são cobertos pela caatinga hiperxerófila, vegetação com espécies de pequeno porte, sem folhas na estação seca, típica do sertão. Entre as espécies mais encontradas estão o facheiro (Pilosocereus pachycladus), o faveleiro (Cnidoscolus quercifolius), a jurema-preta (Mimosa hostilis benth), o marmeleiro (Cydonia oblonga), o mufumbo (Combretum leprosum) e o xique-xique (Pilosocereus polygonus), além dos cactos.
O clima é semiárido quente (do tipo Bsh na classificação climática de Köppen-Geiger), com chuvas concentradas entre fevereiro e maio. Segundo dados da Empresa de Pesquisa Agropecuária do Rio Grande do Norte (EMPARN), desde 1933 o maior acumulado de precipitação em 24 horas em Taboleiro Grande atingiu 171,6 mm em 28 de março de 2023, superando os 163 mm registrados em 8 de abril de 1967 e em 6 de maio de 2008. O recorde de mês mais chuvoso da série histórica pertence a março de 1947, com 636,1 mm. Desde setembro de 2019, quando entrou em operação uma estação meteorológica automática da EMPARN no município, a menor temperatura registrada em Taboleiro Grande foi de 19,5 °C nos dias 29 de julho de 2020, 12 de agosto de 2020 e 22 de junho de 2022, e a maior alcançou 38,8 °C em 25 de outubro de 2021, seguido por 38,7 °C em 3 de dezembro de 2019.
| Dados climatológicos para Taboleiro Grande                                                      | Dados climatológicos para Taboleiro Grande | Dados climatológicos para Taboleiro Grande | Dados climatológicos para Taboleiro Grande | Dados climatológicos para Taboleiro Grande | Dados climatológicos para Taboleiro Grande | Dados climatológicos para Taboleiro Grande | Dados climatológicos para Taboleiro Grande | Dados climatológicos para Taboleiro Grande | Dados climatológicos para Taboleiro Grande | Dados climatológicos para Taboleiro Grande | Dados climatológicos para Taboleiro Grande | Dados climatológicos para Taboleiro Grande | Dados climatológicos para Taboleiro Grande |
| Mês                                                                                             | Jan                                        | Fev                                        | Mar                                        | Abr                                        | Mai                                        | Jun                                        | Jul                                        | Ago                                        | Set                                        | Out                                        | Nov                                        | Dez                                        | Ano                                        |
| ----------------------------------------------------------------------------------------------- | ------------------------------------------ | ------------------------------------------ | ------------------------------------------ | ------------------------------------------ | ------------------------------------------ | ------------------------------------------ | ------------------------------------------ | ------------------------------------------ | ------------------------------------------ | ------------------------------------------ | ------------------------------------------ | ------------------------------------------ | ------------------------------------------ |
| Temperatura máxima recorde (°C)                                                                 | 38                                         | 37,8                                       | 36,8                                       | 34,9                                       | 33,5                                       | 34,7                                       | 37                                         | 36,6                                       | 37,6                                       | 38,8                                       | 38,6                                       | 38,7                                       | 38,8                                       |
| Temperatura mínima recorde (°C)                                                                 | 21,1                                       | 21,8                                       | 21                                         | 21,4                                       | 21,1                                       | 19,5                                       | 19,5                                       | 19,5                                       | 20,7                                       | 21                                         | 22,6                                       | 22,4                                       | 19,5                                       |
| Precipitação (mm)                                                                               | 64,6                                       | 109                                        | 218,8                                      | 178,1                                      | 99,7                                       | 39,9                                       | 18,1                                       | 5,8                                        | 1,6                                        | 3,4                                        | 4,7                                        | 21                                         | 764,7                                      |
| Fonte: EMPARN (médias de precipitação: 1933-2017; recordes de temperatura: 05/09/2019-presente) |                                            |                                            |                                            |                                            |                                            |                                            |                                            |                                            |                                            |                                            |                                            |                                            |                                            |

## Demografia
A população de Taboleiro Grande no censo demográfico de 2010 era de 2 317 habitantes, com uma taxa média anual de crescimento de 1,34% em relação ao censo de 2000, sendo o sexto município menos populoso do Rio Grande do Norte, apresentando uma densidade populacional de 37,02 hab./km². De acordo com o mesmo censo, 81,44% dos habitantes viviam na zona urbana e 18,56% na zona rural. Ao mesmo tempo, 50,84% da população eram do sexo masculino e 49,16% do sexo feminino, tendo uma razão de sexo de aproximadamente 103 homens para cada cem mulheres. Quanto à faixa etária, 66,34% da população tinham entre 15 e 64 anos, 26,24% menos de quinze anos e 7,42% 65 anos ou mais.

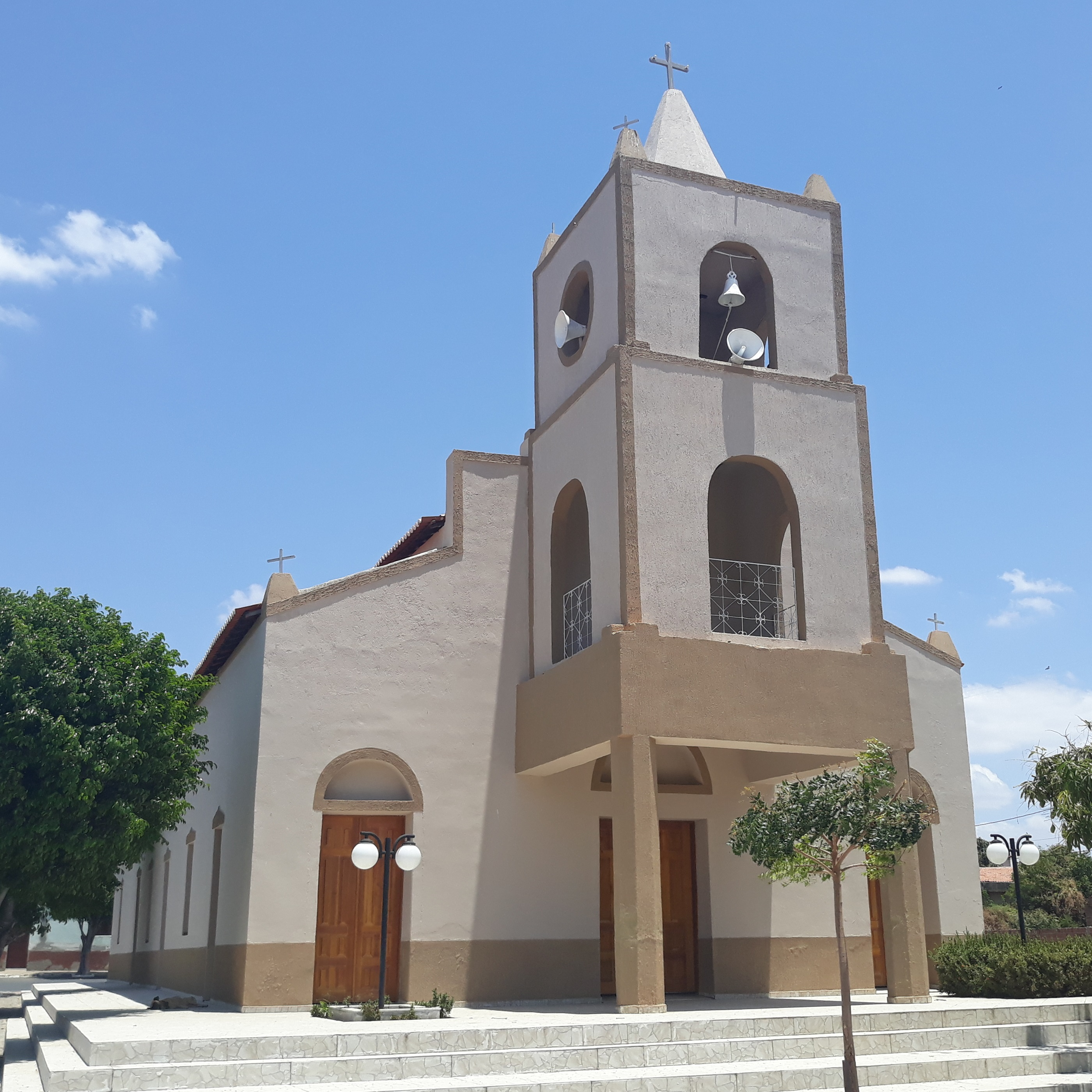
Capela de São Sebastião, padroeiro de Taboleiro Grande

Ainda segundo o mesmo censo, a população de Taboleiro Grande era formada por católicos apostólicos romanos (81,29%) e protestantes (13,25%), além dos sem religião (5,46%). O município tem como padroeiro São Sebastião e pertence à Área Pastoral de São Francisco de Assis, subordinada à Diocese de Mossoró, com sede em São Francisco do Oeste e criada em 16 de abril de 2017, desmembrada da paróquia de Portalegre. Há também alguns credos protestantes ou reformados, entre as quais a Assembleia de Deus e a Congregação Cristã, dentre outras.
Conforme pesquisa de autodeclaração do mesmo censo, a população era composta por brancos (53,05%), pardos (37,27%), pretos (9,59%) e amarelos (0,09%). Todos os habitantes eram brasileiros natos dos quais 73,93% naturais do município. Dentre os naturais de outras unidades da federação, o estado do Ceará tinha o maior percentual de residentes (2,71%), seguido pela Paraíba (2,11%) e por Minas Gerais (0,48%).

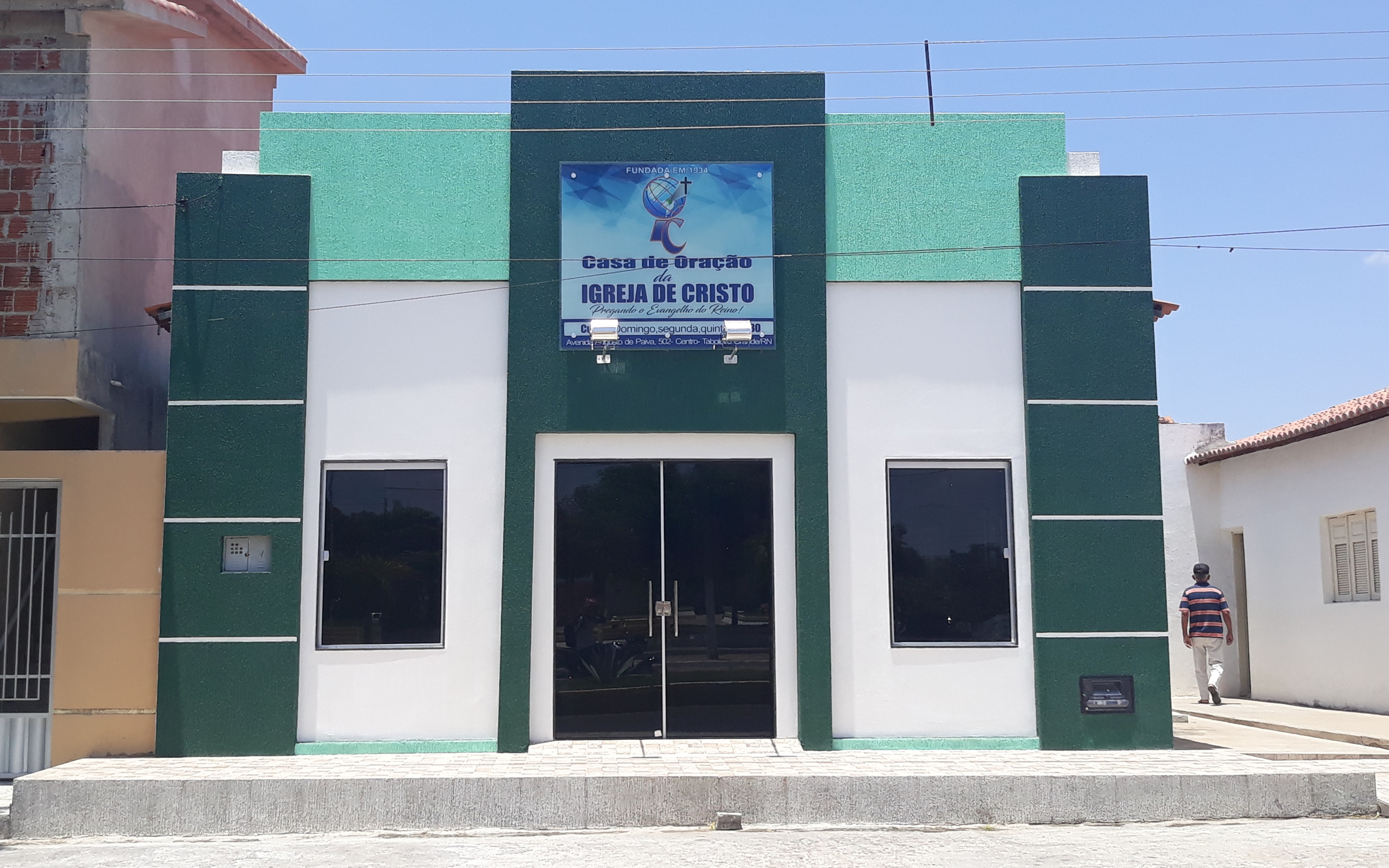
Casa de Oração da Igreja de Cristo

O Índice de Desenvolvimento Humano (IDH-M) do município é considerado médio, de acordo com dados do Programa das Nações Unidas para o Desenvolvimento (PNUD). Segundo dados do relatório de 2010, divulgados em 2013, seu valor era 0,612, estando na 70ª posição a nível estadual (em 167 municípios) e na 3 866ª a nível federal (de 5 565 municípios). Considerando-se apenas o índice de longevidade, seu valor é 0,792, o valor do índice de renda é 0,570 e o de educação 0,507. No período de 2000 a 2010, o índice de Gini reduziu de 0,64 para 0,5 e a proporção de pessoas com renda domiciliar per capita de até R$ 140 caiu 20,3%. Em 2010, 62,2% da população vivia acima da linha de pobreza, 22% entre as linhas de indigência e de pobreza e 15,8% abaixo da linha de indigência. No mesmo ano, os 20% mais ricos eram responsáveis por 52,8% no rendimento total municipal, valor pouco mais de treze vezes maior que a dos 20% mais pobres, de apenas 4%.

## Política

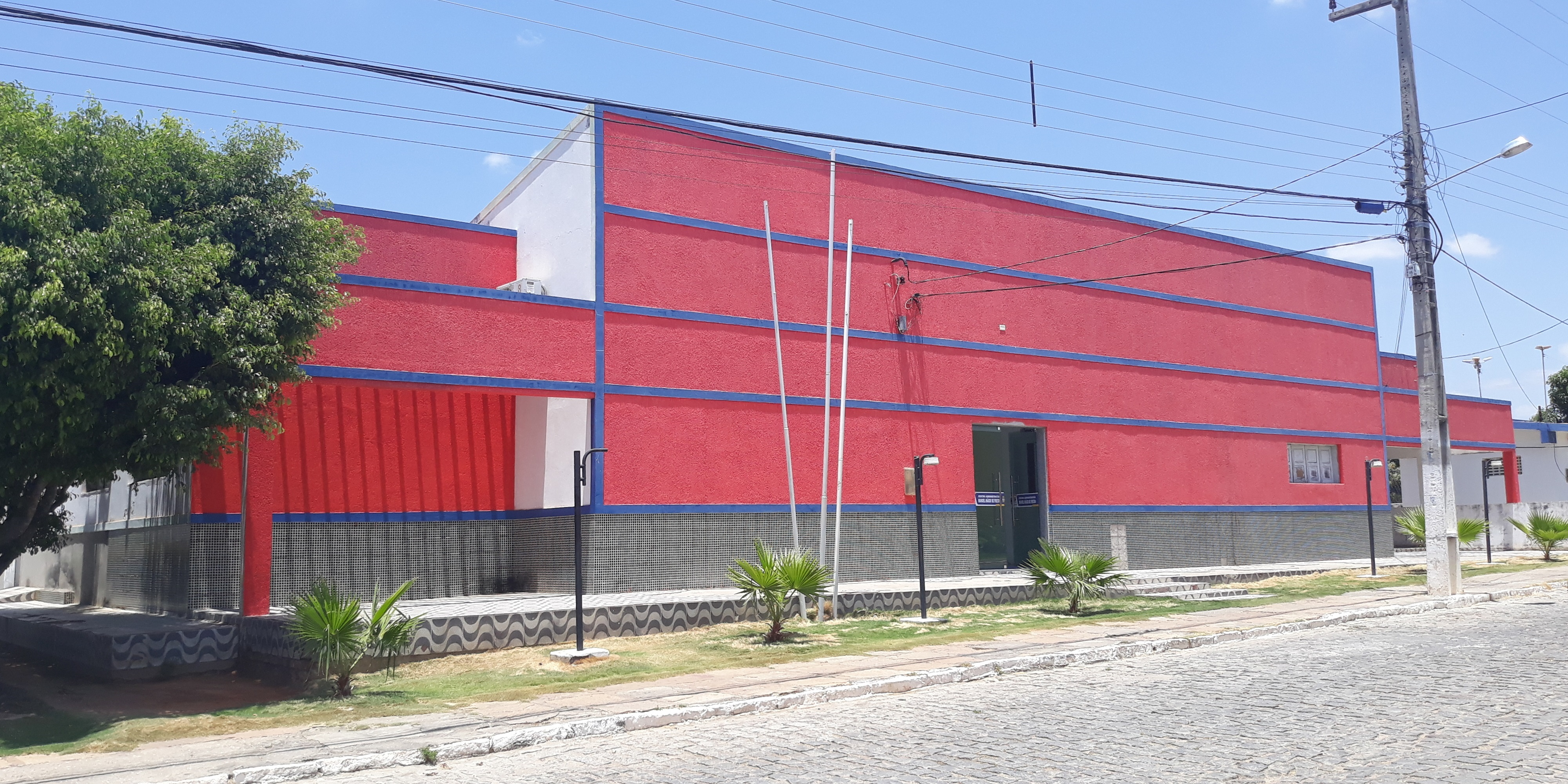
Centro Administrativo Manoel Inácio de Freitas (2018), onde funciona o prédio da prefeitura de Taboleiro Grande.

A administração municipal se dá através dos poderes executivo e legislativo, o primeiro é representado pelo prefeito, auxiliado pelo seu gabinete de secretários. O poder legislativo, por sua vez, é constituído pela câmara municipal, localizada no Palácio Antonio Alves de Souza e composta por nove vereadores. Cabe à casa elaborar e votar leis fundamentais à administração e ao executivo, especialmente o orçamento municipal (conhecido como Lei de Diretrizes Orçamentárias).
Existem ainda alguns conselhos municipais em atividade: assistência social, direito da criança e do adolescente, educação escolar, FUNDEB e tutelar. O município se rege por sua lei orgânica, promulgada em abril de 1990, e é um dos termos judiciários da comarca de Portalegre. De acordo com o Tribunal Superior Eleitoral, Taboleiro Grande pertence à 63ª zona eleitoral do Rio Grande do Norte e possuía, em dezembro de 2021, 2 349 eleitores, o que representa 0,1% do eleitorado estadual.

## Economia
Segundo o IBGE, o Produto Interno Bruto (PIB) do município de Taboleiro Grande de 2014 era de R$ 20 572 mil, dos quais 13 286 mil da administração pública, R$ 4 084 mil do setor de serviços, R$ 1 112 mil da arrecadação de impostos, R$ 1 062 mil do setor primário (agricultura e pecuária) e R$ 1 028 mil da indústria. O PIB per capita era de R$ 8 248,47.
Na lavoura temporária de 2015 foram produzidos cana-de-açúcar (40 t) e feijão (9 t), e na lavoura permanente coco-da-baía (quatro mil frutos), banana (60 t), manga (21 t), goiaba (6 t) e castanha de caju (2 t). Na pecuária, o município possuía um rebanho de 3 500 galináceos (frangos, galinhas, galos e pintinhos), 3 450 ovinos, dois mil bovinos, mil suínos, 750 caprinos e setenta equinos. Ainda na pecuária também foram produzidos 285 mil litros de leite de 500 vacas ordenhadas, seis mil dúzias de ovos de galinha e 150 quilos de mel de abelha.
Em 2010, considerando-se a população municipal com idade igual ou superior a dezoito anos, 52,3% eram economicamente ativos ocupados, 40,4% inativos e 7,3% ativos desocupados. Ainda no mesmo ano, levando-se em conta a população ativa ocupada na mesma faixa etária, 39,85% trabalhavam na agropecuária, 33,8% nos serviços, 13,21% em indústrias de transformação, 3,46% na utilidade pública, 3,37% no comércio e 2,52% na construção civil.

## Infraestrutura

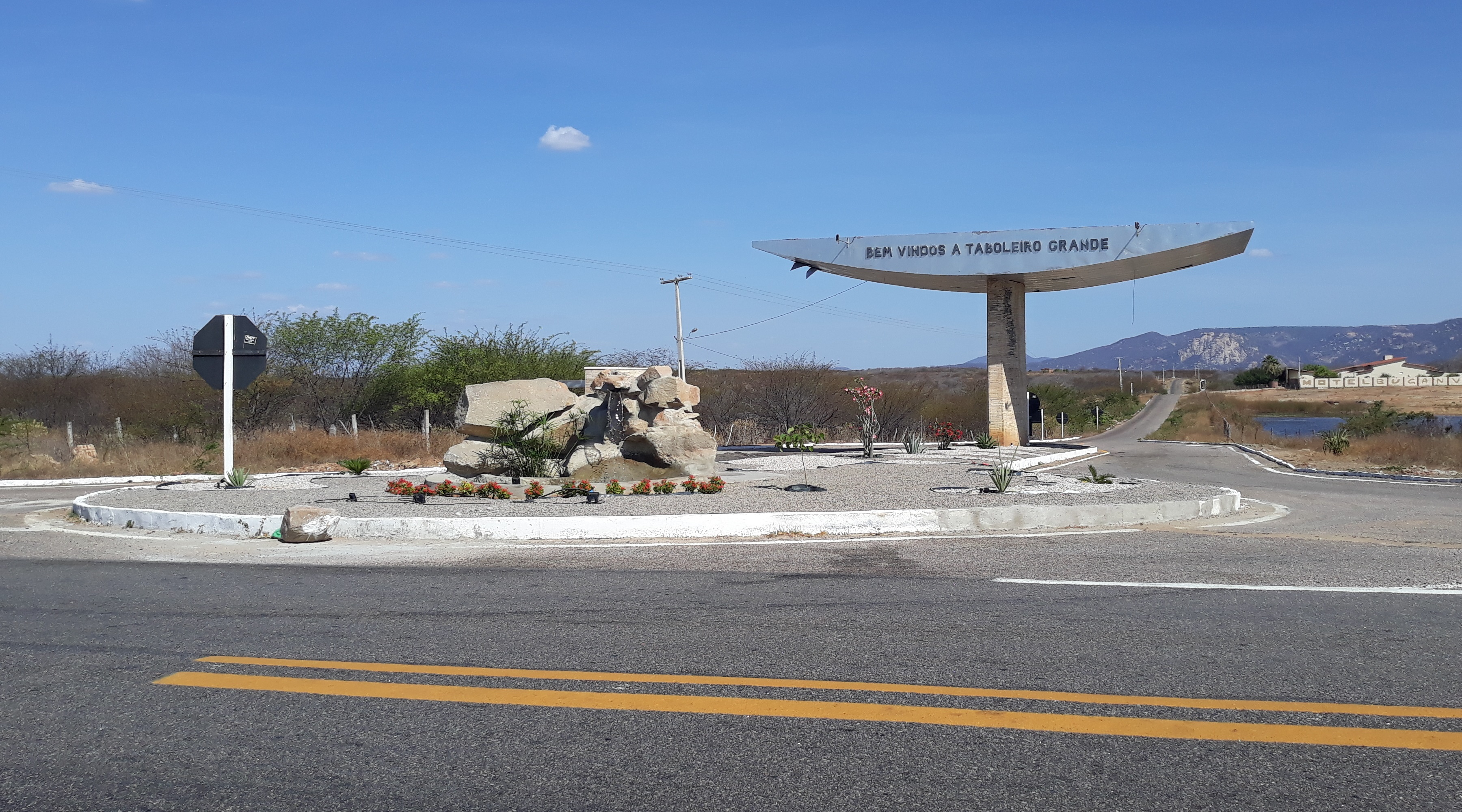
Pórtico de entrada de Taboleiro Grande, no cruzamento entre a BR-405 e a RN-071, que dá acesso à cidade.

O serviço de abastecimento de água do município é feito pela Companhia de Águas e Esgotos do Rio Grande do Norte (CAERN). A empresa responsável pelo fornecimento de energia elétrica é a Companhia Energética do Rio Grande do Norte (COSERN). A voltagem da rede é de 220 volts. O código de área (DDD) é 084 e o Código de Endereçamento Postal (CEP) varia na faixa de 59840-000 a 59854-999. Em 2010, o município possuía 63,92% de seus domicílios com água canalizada e 98,73% com eletricidade, além de 81,58% com coleta de lixo. Ao mesmo tempo, 75,26% tinham somente telefone celular, 5,14% celular e fixo, 0,69% apenas telefone fixo e 18,9% não possuíam nenhum.
A frota municipal em 2016 era de 389 motocicletas, 145 automóveis, 57 motonetas, 41 caminhonetes, oito camionetas, sete caminhões, seis micro-ônibus, três ônibus e um caminhão trator, além de sete em outras categorias, totalizando 664 veículos. O município é cortado pela rodovia estadual RN-071, que se cruza com rodovia federal BR-405 e dá acesso à cidade.

### Saúde

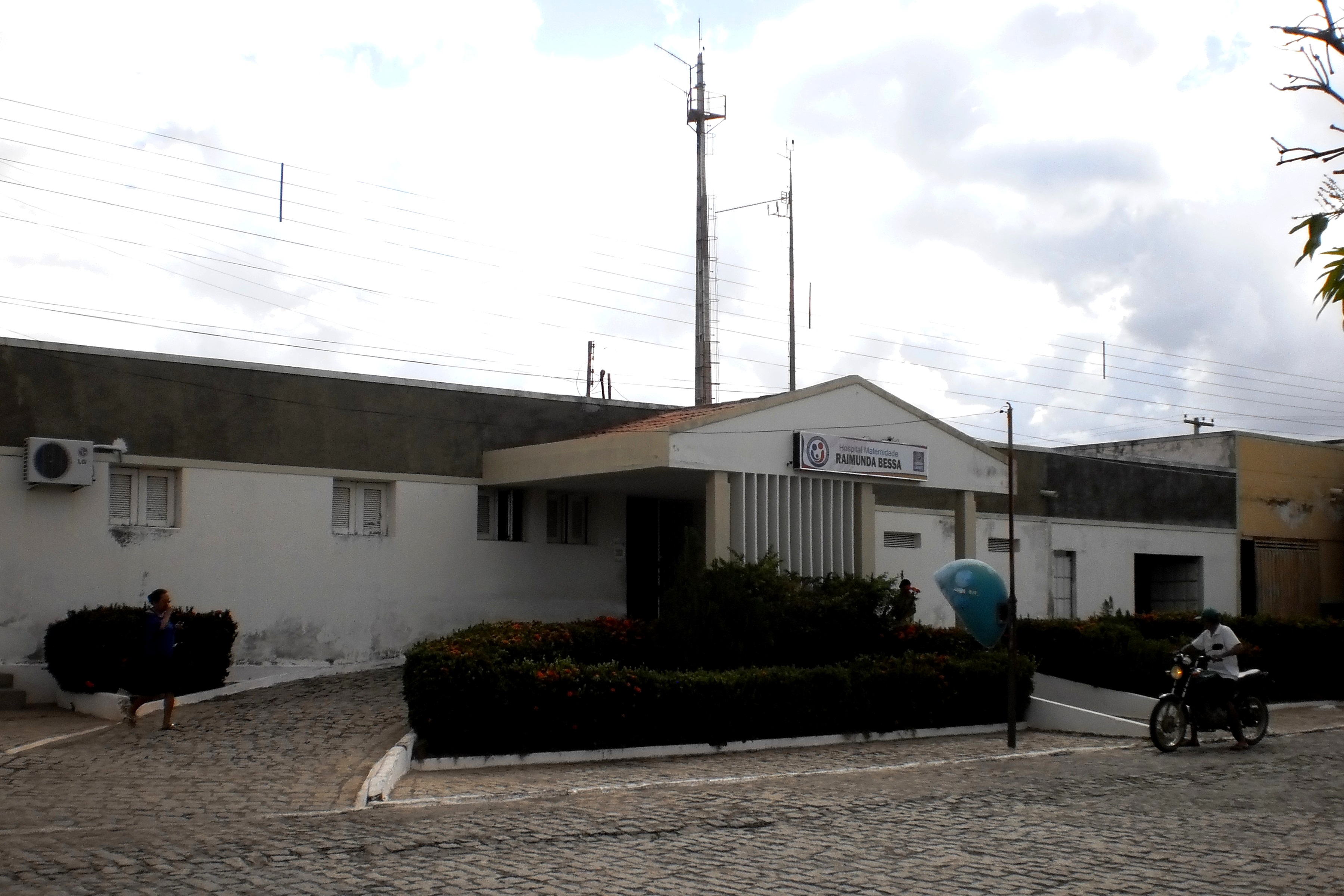
Hospital Maternidade Raimunda Bessa

A rede de saúde de Taboleiro Grande dispunha, em 2009, de três estabelecimentos, todos públicos e municipais, com um total de dezesseis leitos para internação. Em abril de 2010, a rede profissional de saúde era constituída por onze auxiliares de enfermagem, quatro médicos (dois clínicos gerais, um radiologista e um médico de família), dois cirurgiões-dentistas, um nutricionista, um fonoaudiólogo, um fisioterapeuta, um farmacêutico e um enfermeiro, totalizando 21 profissionais. Segundo dados do Ministério da Saúde foram notificados 262 casos de dengue e três de leishmaniose em Taboleiro Grande entre os anos de 2001 e 2012 e, no período de 1990 a 2015, foi registrado um caso de AIDS.
Em 2010, a expectativa de vida era de 72,51 anos, sendo a taxa de fecundidade de 2,9 filhos por mulher e a taxa de mortalidade infantil até um ano de idade de 19,8 por mil nascidos vivos (21,2 até cinco anos). No mesmo ano, 100% das crianças menores de um ano de idade estavam em dia com a carteira de vacinação e, das crianças do município com idade inferior a dois anos pesadas pelo Programa Saúde da Família, 3,9% estavam desnutridas. O município pertence à VI Regional de Saúde Pública (VI URSAP) do Rio Grande do Norte, sediada em Pau dos Ferros.

### Educação
| 2007 | 4,4 | 3,8 |
| 2009 | 3,1 | 3,3 |
| 2011 | 3,6 | 3,6 |
| 2013 | 4   | -   |
| 2015 | 4   | -   |

Taboleiro Grande possuía uma expectativa média de 10,36 anos de estudos em 2010, valor acima da média estadual (9,54 anos), ao passo que a taxa de alfabetização da população acima dos dez anos indicada pelo último censo demográfico do mesmo ano foi de 78,5% (85,4% para as mulheres e 71,6% para os homens). As taxas de conclusão dos ensinos fundamental (jovens de 15 a 17 anos) e médio (18 a 24 anos) eram de 40,1% e 37,4%, respectivamente.
O percentual de crianças de cinco a seis anos na escola era de 96,31% e de onze a treze anos cursando o fundamental de 86,86%. Entre os adolescentes, a proporção na faixa de quinze a dezessete anos com fundamental completo era de 40,69% e dezoito a vinte anos com ensino médio completo de apenas 33,86%. Considerando-se o nível de instrução da população igual ou superior a dez anos, 70,79% não tinham instrução e ensino fundamental incompleto, 10,49% fundamental completo e ensino médio incompleto, 16,31% médio completo e superior incompleto, 2,21% ensino superior completo e 0,2% sem nível de instrução determinado.
Em 2015, as distorções idade-série ou defasagens entre alunos do ensino fundamental, ou seja, com idades superiores às recomendadas, eram de 21,9% e 45,6% nos anos iniciais e finais, respectivamente, chegando a 46,2% no ensino médio. No mesmo ano o município possuía uma escolas de ensino fundamental (com 21 docentes), uma do pré-escolar (três docentes) e uma de ensino médio (sete docentes), com um total de 503 matrículas.